# Augustin Gensse
Augustin Gensse (n. 10 de agosto de 1983)  es un tenista  profesional francés.
Ha jugado dos partidos de individuales del Circuito de la ATP. Uno de ellos en el Torneo de Valencia en España, en el cual venció a Gorka Frailin y a Alan Mackie  en los partidos calificatorios. Como calificado, alcanzó la segunda ronda del torneo principal ganando en primera ronda a James Ward, y perdiendo contra Iván Navarro en segunda.
Ha Ganado catorce torneos en individuals y en dobles (entre ello el disputado en el 2009 en el Torneo de Mequinés), disputado en Marruecos.
En 2011 jugó dos semifinales de Torneos Challenger Tour: Numea y Marrakech.
Jugó por primera vez en el cuadro principal de Roland Garros  en el 2011 venciendo a Marsel İlhan en la última ronda calificatoria (6-4, 4-0 r). En su primer partido de Grand Slam perdió frente al suizo Stanislas Wawrinka en la primera ronda por 4–6, 6–3, 6–4, 6–2.
Para el Torneo del 2011 de  Wimbledon alcanzó la última ronda  calificatoria, perdiendo frente al polaco Lukasz Kubot en 4 sets 6-3, 7-6(7), (4)6-7, 6-1.

## Logros

### Títulos en individuales (10)
| Legend (Individuales) |
| Challengers (0)       |
| Futures (10)          |

| No. | Fecha                    | Torneo             | Superficie    | Oponente en la final         | Marcador final |
| 1.  | 1 de agosto de 2005      | España F18         | Tierra batida | José Antonio Sánchez-de Luna | 7–5, 6–2       |
| 2.  | 5 de junio de 2006       | Túnez F2           | Tierra batida | Rabie Chaki                  | 4–6, 6–4, 6–0  |
| 3.  | 17 de julio de 2006      | España F23         | Tierra batida | Pablo Santos                 | 1–6, 6–3, 6–3  |
| 4.  | 10 de mayo de 2010       | Estados Unidos F12 | Tierra batida | Erling Tveit                 | 6–3, 6–2       |
| 5.  | 14 de junio de 2010      | Marruecos F3       | Tierra batida | Gerard Granollers-Pujol      | 6–3, 6–4       |
| 6.  | 21 de junio de 2010      | Francia F9         | Tierra batida | Philip Bester                | 6–1, 6–4       |
| 7.  | 28 de junio de 2010      | Marruecos F5       | Tierra batida | Carlos Boluda-Purkiss        | 6–1, 6–2       |
| 8.  | 9 de agosto de 2010      | Alemania F12       | Tierra batida | Alexandre Folie              | 6–4, 6–3       |
| 9.  | 16 de agosto de 2010     | Letonia F1         | Tierra batida | David Novak                  | 6–3, 6–2       |
| 10. | 27 de septiembre de 2010 | Italia F28         | Tierra batida | Grzegorz Panfil              | 6–1, 3–6, 6–2  |

### Títulos en dobles (4)
| Leyenda         |
| Challengers (1) |
| Futures (3)     |

| No. | Fecha                 | Torneo              | Superficie    | 'Pareja             | Oponentes en la final                 | Marcador final   |
| 1.  | 17 de julio de 2006   | España F23          | Tierra batida | Carlos Rexach-Itoiz | Javier Foronda Pablo Santos           | 6–3, 6–1         |
| 2.  | 25 de junio de 2007   | Francia F9          | Tierra batida | David Marrero       | Adriano Biasella Marcel Felder        | 2–6, 6–3, 7–6(5) |
| 3.  | 16 de febrero de 2009 | Mequinés, Marruecos | Tierra batida | Eric Prodon         | Giancarlo Petrazzuolo Simone Vagnozzi | 6–1, 7–6(3)      |
| 4.  | 22 de junio de 2009   | Francia F9          | Tierra batida | Leonardo Tavares    | Julien Jeanpierre Nicolas Renavand    | 6–2, 6–2         |